# أليكسي شيرنوف
أليكسي شيرنوف (بالروسية: Чернов, Алексей Сергеевич)‏ هو لاعب كرة قدم روسي في مركز حراسة المرمى، ولد في 3 يونيو 1998 في كوزلسك في روسيا. لعب مع FC Kaluga ‏.

## وصلات خارجية
- أليكسي شيرنوف على موقع قاعدة بيانات كرة القدم.إي يو (الإنجليزية)
- أليكسي شيرنوف على موقع Soccerway.com (الإنجليزية)
- أليكسي شيرنوف على موقع عالم كرة القدم.نت (الإنجليزية)

لاعب كرة قدم روسي